# Дефазифікація
Дефазифікація (англ. defuzzification) – це процес знаходження звичайного («чіткого») значення для кожної з вихідних лінгвістичних змінних множини {\displaystyle W=\{w_{1},w_{2},...,w_{s}\}} . Згідно з іншим визначенням, під дефазифікацією розуміють процедуру перетворення нечіткої множини в чітке число за ступенем приналежності.
Мета дефазифікації полягає в тому, щоб, використовуючи результати акумуляції всіх вихідних лінгвістичних змінних, отримати звичайне кількісне значення (crisp value) кожної з вихідних змінних, зовнішніми по відношенню до   системи нечіткого виведення. Тому дефазифікацію називають також приведенням до чіткості. 
В теорії нечітких множин процедура дефазифікації аналогічна знаходження характеристик «середнього» положення (математичного очікування, моди, медіани) випадкових величин в теорії ймовірності.

## Історія виникнення
Поняття «дефазифікація» − одне з основних поняття нечіткої логіки, що було введено американським професором математики азербайджанського походження Лотфі Заде у 1965 р. 

## Процедура дефазифікації
Формально процедура дефазифікації виконується наступним чином. До початку цього етапу передбачаються відомими функції приналежності всіх вихідних лінгвістичних змінних у формі нечітких множин: {\displaystyle C_{1},C_{2},...,C_{s}} , де   s − загальна кількість вихідних лінгвістичних змінних в базі продукційних правил системи нечіткого виведення. 
Далі послідовно розглядається кожна з вихідних лінгвістичних змінних {\displaystyle w_{j}\in W}до якої відноситься нечітка множина {\displaystyle C_{j}}. Результат дефазифікації для вихідної лінгвістичної змінної  {\displaystyle w_{j}}, визначається у вигляді кількісного значення  {\displaystyle y_{j}\in R}, отриманого за однією з розглянутих нижче формул.
Етап дефазифікації вважається закінченим, коли для кожної з вихідних лінгвістичних змінних будуть визначені кількісні значення у формі деякого дійсного числа, тобто у вигляді  {\displaystyle y_{1},y_{2},...,y_{s}}, де s − загальна кількість вихідних лінгвістичних змінних у базі продукційних правил системи нечіткого виведення.

## Методи дефазифікації
Для виконання чисельних розрахунків на етапі дефазифікації можуть бути використані наступні формули, що отримали назву методів дефазифікації. 

### Метод центру ваги (тяжіння)
Центр ваги (англ. Centre of Gravity, CoG) або центроїд площі розраховується за формулою: 
де  {\displaystyle y} – результат дефазифікації; {\displaystyle x} − змінна, що відповідає вихідній лінгвістичній змінній {\displaystyle w}; {\displaystyle \mu {\bigl (}x{\bigr )}} – функція приналежності нечіткої множини, що відповідає вихідній змінній {\displaystyle w} після етапу акумуляції; {\displaystyle min,max} − ліва та права точки інтервалу носія нечіткої множини вихідної змінної {\displaystyle w}. 
При дефазифікації методом центру тяжіння звичайне (чітке) значення вихідної змінної дорівнює абсцисі центру ваги площі, обмеженою графіком кривої функції приналежності відповідної вихідної змінної. 

Приклад дефазифікації методом центру тяжіння вихідної лінгвістичної змінної «швидкість руху автомобіля», функція приналежності якої зображена на рис. 1. Результат дефазифікації  {\displaystyle y_{1}}= 40 км/год. (наближене значення).

### Метод центру ваги для одноточкових множин
Центр ваги (англ. Centre of Gravity for Singletons, CoGS,) для одноточкових множин розраховується за формулою:
де {\displaystyle y} – результат дефазифікації; {\displaystyle x} − змінна, що відповідає вихідній лінгвістичній змінній {\displaystyle w} ; {\displaystyle \mu {\bigl (}x{\bigr )}} – функція приналежності нечіткої множини, що відповідає вихідній змінній {\displaystyle w}  після етапу акумуляції; {\displaystyle n} – число одноточкових (одноелементних) нечітких множин, кожне з яких характеризує єдине значення розглянутої вихідний лінгвістичної змінної.  
Приклад дефазифікації методом центру тяжіння для одноточкових множин вихідної лінгвістичної змінної «швидкість руху автомобіля», функція приналежності якої зображена на рис. 2. У цьому випадку результат дефазифікації  {\displaystyle y_{1}} = 41 км /год. (наближене значення).  

### Метод центру площі
Центр площі (англ. Centre of Area, Bisector of Area, СоА) дорівнює {\displaystyle y=u} , де значення {\displaystyle u}  визначається з рівняння:
де {\displaystyle y} – результат дефазифікації, {\displaystyle y=u}; {\displaystyle x} − змінна, що відповідає вихідній лінгвістичній змінній {\displaystyle w}; {\displaystyle \mu {\bigl (}x{\bigr )}} – функція приналежності нечіткої множини, що відповідає вихідній змінній {\displaystyle w}  після етапу акумуляції; {\displaystyle min,max} − ліва та права точки інтервалу носія нечіткої множини вихідної змінної {\displaystyle w}. 
Іншими словами, центр площі дорівнює абсцисі, яка ділить площу, обмежену графіком кривої функції належності відповідної вихідної змінної, на дві рівні частини. Іноді центр площі називають бісектрисою площі. Цей метод не може бути використаний у разі одноточкових множин. 
Приклад дефазифікації методом центру площі функції належності вихідної лінгвістичної змінної «швидкість руху автомобіля», функція приналежності якої зображена на рис. 3. Результат дефазифікації  {\displaystyle y_{1}} = 35 км/год. (наближене значення). 

### Метод лівого модального значення
Ліве модальне значення (англ. Left Most Maximum, LM) розраховується за формулою:
де {\displaystyle y} – результат дефазифікації; {\displaystyle x_{m}} – модальне значення (мода) нечіткої множини, відповідної вихідної змінної {\displaystyle w} після акумуляції.
Іншими словами, значення вихідної змінної визначається як мода нечіткої множини для відповідної вихідної змінної або найменша з мод (сама ліва), якщо нечітка множина має кілька модальних значень.
Приклад дефазифікації методом лівого модального значення вихідної лінгвістичної змінної «швидкість руху автомобіля», функція приналежності якої зображена на рис. 4. У цьому випадку   = 24 км/год. (наближене значення).

### Метод правого модального значення
Праве модальне значення (англ. Right Most Maximum, RM) розраховується за формулою:
де   {\displaystyle y} – результат дефазифікації; {\displaystyle x_{m}} – модальне значення (мода) нечіткої множини, відповідної вихідної змінної {\displaystyle w} після акумуляції.     
У цьому випадку значення вихідної змінної також визначається як мода нечіткої множини для відповідної вихідної змінної або найбільша з мод (сама права), якщо нечітка множина має кілька модальних значень.
Приклад дефазифікації функції належності вихідної лінгвістичної змінної «швидкість руху автомобіля» зображений на рис. 5. У цьому випадку результат дефазифікації  {\displaystyle y_{1}} = 54 км /год. (наближене значення) методом правого модального значення.

### Метод середнього максимуму
Середній максимум (англ.  Mean Of Maximums, MoM) знаходиться як середнє значення з тих, при яких досягається найбільш е значення функції приналежності, та розраховується за формулою:
де {\displaystyle y_{i}\in [a_{1},b_{1}]}  – середнє значення змінних, що мають максимальні значення функції приналежності.
Приклад дефазифікації методом середнього максимуму вихідної лінгвістичної змінної «швидкість руху автомобіля», функція приналежності якої зображена на рис. 6. У цьому випадку результат дефазифікації  {\displaystyle y_{1}} = 29 км/год. (наближене значення).

## Місце дефазифікації в системі нечіткого виведення
У системі нечіткого виведення (рис. 7) за етап дефазифікації відповідає спеціальний блок – дефазифікатор (блок дефазифікації). Блок дефазифікації перетворює нечіткі дані з виходу блоку рішень в чітку величину для подальшого використання.

## Дивись також
- Машина логічного виведення
- Алгоритм Мамдані
- Нечітка логіка
- Фазифікація
- Лінгвістична змінна
- Функція приналежності
- Продукційні правила